# Joakim Langer
Per-Olof Joakim Langer, född 19 oktober 1957 i Stockholm, är en svensk författare. 
Joakim Langer är son till programledaren Pekka Langer och journalisten Bibi Langer. Han har gett uttryck för svårigheterna att växa upp med faderns missbruksproblem.
Han genomgick restaurangutbildning på 1970-talet och har sedan varit verksam i nattklubbsbranschen under ett trettiotal år samt haft egen cateringfirma. Han har "återupptäckt" Tarzans pappa och Efraim Långstrump, vilket bland annat hans böcker har handlat om.
Åren 1992–2002 var han anställd på ungdomscentret Fryshuset i Stockholm som projektledare.